# Ellery von Gorrissen
Ellery von Gorrissen var en tysk flygpionjär och senare medlem i Nazistpartiet och SS.
Ellery växte upp som äldsta barnet i en syskonskara av tre bröder. Redan tidigt väcktes hans intresse för flyg och han lyckades avlägga certifikatproven 21 april 1910. Han tilldelades certifikat nummer fyra från Deutscheluftverein (DVL) som var den tyska grenen av Fédération Aéronautique Internationale (FAI). Efter att han tilldelats certifikat deltog han i ett antal FAI sanktionerade flygtävlingar, samt ett stort antal tävlingar om prispengar. 7 november 1912 satte han ett världsrekord i uthållighetsflygning, när han med sitt dubbeldäckade flygplan håller sig uppe i 23 minuter, med ombord på flygplanet har han fem passagerare.
Senare kom han att ansöka om medlemskap i nazistpartiet där han fick nummer 1331675. 3 september 1933 blev han medlem i Allegmeine-SS där han utnämndes till SS-Sturmbannführer (major). Ett år senare befordrades han till SS-Obersturmführer.
Stadsfullmäktige i Berlin namngav Gorrissenstrasse efter honom, gatan är belägen i Teptow-Köpenick distriktet där den tidigare Johannesthal flygplatsen låg.